# BK Tábor
BK Tábor (celým názvem: Basketbalový klub Tábor) je český basketbalový klub, který sídlí v Táboře v Jihočeském kraji. Založen byl v roce 1993. Mužský oddíl hraje v sezóně 2018/19 ve čtvrté nejvyšší soutěži. Ženský oddíl v téže sezóně hraje na totožné úrovni. Své domácí zápasy odehrává v hale 7. ZŠ Helsinská s kapacitou 165 diváků. Klubové barvy jsou modrá a bílá.
Největším úspěchem klubu byla jednoroční účast v nejvyšší soutěži žen (sezóna 2008/09).

## Umístění v jednotlivých sezonách

### Umístění mužů
Zdroj:
Legenda: ZČ – základní část, červené podbarvení – sestup, zelené podbarvení – postup, fialové podbarvení – reorganizace, změna skupiny či soutěže
| Česko (2010 –) |                 |           |                 |           |             |
| Sezóna         | Název v ročníku | Úroveň    | Soutěž          | ZČ        | Play-off    |
| 2010/11        | BK Tábor        | 4. úroveň | Oblastní přebor | 2. místo  |             |
| 2011/12        | BK Tábor        | 4. úroveň | Oblastní přebor | 2. místo  | Postup      |
| 2012/13        | BK Tábor        | 3. úroveň | 2. liga – sk. A | 12. místo |             |
| 2013/14        | BK Tábor        | 3. úroveň | 2. liga – sk. B | 11. místo | Sestup      |
| 2014/15        | BK Tábor        | 4. úroveň | Oblastní přebor | 2. místo  | Postup      |
| 2015/16        | BK Tábor        | 3. úroveň | 2. liga – sk. B | 11. místo | Sestup      |
| 2016/17        | BK Tábor        | 4. úroveň | Oblastní přebor | 4. místo  |             |
| 2017/18        | BK Tábor        | 4. úroveň | Oblastní přebor | 6. místo  | Čtvrtfinále |
| 2018/19        | BK Tábor        | 4. úroveň | Jihočeská liga  |           |             |

### Umístění žen
Zdroj:
Legenda: ZČ – základní část, červené podbarvení – sestup, zelené podbarvení – postup, fialové podbarvení – reorganizace, změna skupiny či soutěže
| Česko (2005 –) |                 |           |                 |           |                                                |
| Sezóna         | Název v ročníku | Úroveň    | Soutěž          | ZČ        | Play-off                                       |
| 2005/06        | BK Tábor        | 3. úroveň | 3. liga – sk. A | 4. místo  | Finálová skupina (4. místo)                    |
| 2006/07        | BK Tábor        | 3. úroveň | 3. liga – sk. A | 1. místo  | Finálová skupina (1. místo); postup            |
| 2007/08        | BK Tábor        | 2. úroveň | 1. liga         | 5. místo  | Play-out (1. místo); administrativní postup    |
| 2008/09        | BK Tábor        | 1. úroveň | ŽBL             | 10. místo | Baráž o udržení (prohra); odhlášení ze soutěže |
| 2009/10        | BK Tábor        | 4. úroveň | Oblastní přebor | ?. místo  |                                                |
| 2010/11        | BK Tábor        | 4. úroveň | Oblastní přebor | 3. místo  |                                                |
| 2011/12        | BK Tábor        | 4. úroveň | Oblastní přebor | 2. místo  |                                                |
| 2012/13        | BK Tábor        | 4. úroveň | Oblastní přebor | 3. místo  |                                                |
| 2013/14        | BK Tábor        | 4. úroveň | Oblastní přebor | 1. místo  |                                                |
| 2014/15        | BK Tábor        | 4. úroveň | Oblastní přebor | 1. místo  |                                                |
| 2015/16        | BK Tábor        | 4. úroveň | Oblastní přebor | 2. místo  |                                                |
| 2016/17        | BK Tábor        | 4. úroveň | Oblastní přebor | 3. místo  |                                                |
| 2017/18        | BK Tábor        | 4. úroveň | Oblastní přebor | 3. místo  |                                                |
| 2018/19        | BK Tábor        | 4. úroveň | Jihočeská liga  |           |                                                |